# MTV Movie Awards 2015
MTV Movie Awards 2015 — 24-я церемония вручения кинонаград канала MTV за 2014 год состоялась 12 апреля 2015 года в театре Nokia в Лос-Анджелесе (Калифорния, США). Номинанты в четырнадцати категориях были объявлены 4 марта 2015 года.
Ведущей церемонии выступила стендап комедиантка Эми Шумер.

## Статистика
Фильмы, получившие несколько номинаций.
| Фильм                                                                                | номинации |
| ------------------------------------------------------------------------------------ | --------- |
| • Стражи Галактики / Guardian of the Galaxy                                          | 8         |
| • Виноваты звёзды / The Fault in Our Stars                                           | 7         |
| • Соседи: На тропе войны / Neighbords                                                | 7         |
| • Голодные игры: Сойка-пересмешница. Часть 1 / The Hunger Games: Mockingjay — Part I | 5         |
| • Одержимость / Whiplash                                                             | 5         |
| • Мачо и ботан 2 / 22 Jump Street                                                    | 5         |
| • Исчезнувшая / Gone Girl                                                            | 4         |
| • Бегущий в лабиринте / The Maze Runner                                              | 4         |
| • Отрочество / Boyhood                                                               | 3         |
| • Охотник на лис / Foxcatcher                                                        | 3         |

## Список лауреатов и номинантов
• Победители указаны первыми и выделены отдельным цветом. 
| Категории                                                              | Лауреаты и номинанты                                                                 |
| ---------------------------------------------------------------------- | ------------------------------------------------------------------------------------ |
| Фильм года (Movie of the Year)                                         | • Виноваты звёзды / The Fault in Our Stars                                           |
| Фильм года (Movie of the Year)                                         | • Снайпер / American Sniper                                                          |
| Фильм года (Movie of the Year)                                         | • Голодные игры: Сойка-пересмешница. Часть 1 / The Hunger Games: Mockingjay — Part 1 |
| Фильм года (Movie of the Year)                                         | • Стражи Галактики / Guardians of the Galaxy                                         |
| Фильм года (Movie of the Year)                                         | • Исчезнувшая / Gone Girl                                                            |
| Фильм года (Movie of the Year)                                         | • Отрочество / Boyhood                                                               |
| Фильм года (Movie of the Year)                                         | • Одержимость / Whiplash                                                             |
| Фильм года (Movie of the Year)                                         | • Сельма / Selma                                                                     |
| Лучшая мужская роль (Best Male Performance)                            | • Брэдли Купер — «Снайпер»                                                           |
| Лучшая мужская роль (Best Male Performance)                            | • Крис Прэтт — «Стражи Галактики»                                                    |
| Лучшая мужская роль (Best Male Performance)                            | • Энсел Эльгорт — «Виноваты звёзды»                                                  |
| Лучшая мужская роль (Best Male Performance)                            | • Майлз Теллер — «Одержимость»                                                       |
| Лучшая мужская роль (Best Male Performance)                            | • Ченнинг Тейтум — «Охотник на лис»                                                  |
| Лучшая женская роль (Best Female Performance)                          | • Шейлин Вудли — «Виноваты звёзды»                                                   |
| Лучшая женская роль (Best Female Performance)                          | • Дженнифер Лоуренс — «Голодные игры: Сойка-пересмешница. Часть 1»                   |
| Лучшая женская роль (Best Female Performance)                          | • Эмма Стоун — «Бёрдмэн»                                                             |
| Лучшая женская роль (Best Female Performance)                          | • Риз Уизерспун — «Дикая»                                                            |
| Лучшая женская роль (Best Female Performance)                          | • Скарлетт Йоханссон — «Люси»                                                        |
| Прорыв года (Breakthrough Performance)                                 | • Дилан О’Брайен — «Бегущий в лабиринте»                                             |
| Прорыв года (Breakthrough Performance)                                 | • Энсел Эльгорт — «Виноваты звёзды»                                                  |
| Прорыв года (Breakthrough Performance)                                 | • Розамунд Пайк — «Исчезнувшая»                                                      |
| Прорыв года (Breakthrough Performance)                                 | • Дэвид Ойелоуо — «Сельма»                                                           |
| Прорыв года (Breakthrough Performance)                                 | • Эллар Колтрейн — «Отрочество»                                                      |
| Лучший злодей (Best Villain)                                           | • Мерил Стрип — «Чем дальше в лес»                                                   |
| Лучший злодей (Best Villain)                                           | • Розамунд Пайк — «Исчезнувшая»                                                      |
| Лучший злодей (Best Villain)                                           | • Джей Кей Симмонс — «Одержимость»                                                   |
| Лучший злодей (Best Villain)                                           | • Джиллиан Белл — «Мачо и ботан 2»                                                   |
| Лучший злодей (Best Villain)                                           | • Питер Динклэйдж — «Люди Икс: Дни минувшего будущего»                               |
| Лучший поцелуй (Best Kiss)                                             | • Шейлин Вудли и Энсел Эльгорт — «Виноваты звёзды»                                   |
| Лучший поцелуй (Best Kiss)                                             | • Джеймс Франко и Сет Роген — «Интервью»                                             |
| Лучший поцелуй (Best Kiss)                                             | • Эндрю Гарфилд и Эмма Стоун — «Новый Человек-паук. Высокое напряжение»              |
| Лучший поцелуй (Best Kiss)                                             | • Скарлетт Йоханссон и Крис Эванс — «Первый мститель: Другая война»                  |
| Лучший поцелуй (Best Kiss)                                             | • Роуз Бирн и Холстон Сейдж — «Соседи. На тропе войны»                               |
| Лучший бой (Best Fight)                                                | • Дилан О’Брайен против Уилла Поултера — «Бегущий в лабиринте»                       |
| Лучший бой (Best Fight)                                                | • Джона Хилл против Джиллиан Белл — «Мачо и ботан 2»                                 |
| Лучший бой (Best Fight)                                                | • Крис Эванс против Себастиана Стэна — «Первый мститель: Другая война»               |
| Лучший бой (Best Fight)                                                | • Сет Роген против Зака Эфрона — «Соседи. На тропе войны»                            |
| Лучший бой (Best Fight)                                                | • Эдвард Нортон против Майкла Китона — «Бёрдмэн»                                     |
| Лучшая комедийная роль (Best Comedic Performance)                      | • Ченнинг Тейтум — «Мачо и ботан 2»                                                  |
| Лучшая комедийная роль (Best Comedic Performance)                      | • Крис Прэтт — «Стражи Галактики»                                                    |
| Лучшая комедийная роль (Best Comedic Performance)                      | • Роуз Бирн — «Соседи. На тропе войны»                                               |
| Лучшая комедийная роль (Best Comedic Performance)                      | • Крис Рок — «Топ-5»                                                                 |
| Лучшая комедийная роль (Best Comedic Performance)                      | • Кевин Харт — «Шафер напрокат»                                                      |
| Лучший испуг до ус***ки (Best Scared-As-S**t Performance)              | • Дженнифер Лопес — «Поклонник»                                                      |
| Лучший испуг до ус***ки (Best Scared-As-S**t Performance)              | • Розамунд Пайк — «Исчезнувшая»                                                      |
| Лучший испуг до ус***ки (Best Scared-As-S**t Performance)              | • Аннабелль Уоллис — «Проклятие Аннабель»                                            |
| Лучший испуг до ус***ки (Best Scared-As-S**t Performance)              | • Дилан О’Брайен — «Бегущий в лабиринте»                                             |
| Лучший испуг до ус***ки (Best Scared-As-S**t Performance)              | • Зак Гилфорд — «Судная ночь 2»                                                      |
| Лучший дуэт (Best Duo)                                                 | • Зак Эфрон и Дэйв Франко — «Соседи. На тропе войны»                                 |
| Лучший дуэт (Best Duo)                                                 | • Ченнинг Тейтум и Джона Хилл — «Мачо и ботан 2»                                     |
| Лучший дуэт (Best Duo)                                                 | • Шейлин Вудли и Энсел Эльгорт — «Виноваты звёзды»                                   |
| Лучший дуэт (Best Duo)                                                 | • Брэдли Купер и Вин Дизель — «Стражи Галактики»                                     |
| Лучший дуэт (Best Duo)                                                 | • Джеймс Франко и Сет Роген — «Интервью»                                             |
| Лучшее появление без рубашки (Best Shirtless Performance)              | • Зак Эфрон — «Соседи. На тропе войны»                                               |
| Лучшее появление без рубашки (Best Shirtless Performance)              | • Крис Прэтт — «Стражи Галактики»                                                    |
| Лучшее появление без рубашки (Best Shirtless Performance)              | • Ченнинг Тейтум — «Охотник на лис»                                                  |
| Лучшее появление без рубашки (Best Shirtless Performance)              | • Энсел Эльгорт — «Виноваты звёзды»                                                  |
| Лучшее появление без рубашки (Best Shirtless Performance)              | • Кейт Аптон — «Другая женщина»                                                      |
| Лучший музыкальный момент (Best Musical Moment)                        | • Дженнифер Лоуренс — «Голодные игры: Сойка-пересмешница. Часть 1»                   |
| Лучший музыкальный момент (Best Musical Moment)                        | • Крис Прэтт — «Стражи Галактики»                                                    |
| Лучший музыкальный момент (Best Musical Moment)                        | • Сет Роген и Зак Эфрон — «Соседи. На тропе войны»                                   |
| Лучший музыкальный момент (Best Musical Moment)                        | • Билл Хейдер и Кристен Уиг — «Близнецы»                                             |
| Лучший музыкальный момент (Best Musical Moment)                        | • Майлз Теллер — «Одержимость»                                                       |
| Лучшее перевоплощение (Best On-Screen Transformation)                  | • Элизабет Бэнкс — «Голодные игры: Сойка-пересмешница. Часть 1»                      |
| Лучшее перевоплощение (Best On-Screen Transformation)                  | • Эдди Редмэйн — «Теория всего»                                                      |
| Лучшее перевоплощение (Best On-Screen Transformation)                  | • Зои Салдана — «Стражи Галактики»                                                   |
| Лучшее перевоплощение (Best On-Screen Transformation)                  | • Стив Карелл — «Охотник на лис»                                                     |
| Лучшее перевоплощение (Best On-Screen Transformation)                  | • Эллар Колтрейн — «Отрочество»                                                      |
| [[лучший WTF момент\|Лучший момент «что за хрень?»]] (Best WTF Moment) | • Сет Роген и Роуз Бирн — «Соседи. На тропе войны»                                   |
| [[лучший WTF момент\|Лучший момент «что за хрень?»]] (Best WTF Moment) | • Джона Хилл — «Мачо и ботан 2»                                                      |
| [[лучший WTF момент\|Лучший момент «что за хрень?»]] (Best WTF Moment) | • Джейсон Судейкис и Чарли Дэй — «Несносные боссы 2»                                 |
| [[лучший WTF момент\|Лучший момент «что за хрень?»]] (Best WTF Moment) | • Майлз Теллер — «Одержимость»                                                       |
| [[лучший WTF момент\|Лучший момент «что за хрень?»]] (Best WTF Moment) | • Розарио Доусон и Андерс Холм — «Топ-5»                                             |
| Лучший герой (Best Hero)                                               | • Томас (Дилан О’Брайен) — «Бегущий в лабиринте»                                     |
| Лучший герой (Best Hero)                                               | • Трис Прайор (Шейлин Вудли) — «Дивергент, глава 2: Инсургент»                       |
| Лучший герой (Best Hero)                                               | • Китнисс Эвердин (Дженнифер Лоуренс) — «Голодные игры: Сойка-пересмешница. Часть 1» |
| Лучший герой (Best Hero)                                               | • Звёздный Лорд (Крис Прэтт) — «Стражи Галактики»                                    |
| Лучший герой (Best Hero)                                               | • Бильбо Бэггинс (Мартин Фримен) — «Хоббит: Битва пяти воинств»                      |

### Специальные награды
- MTV Trailblazer Award — Шейлин Вудли[3]
- Признание поколения (MTV Generation Award) — Роберт Дауни-младший[4]
- Гений комедии (Comedic Genius Award) — Кевин Харт[5]